# Daniela Radkowa

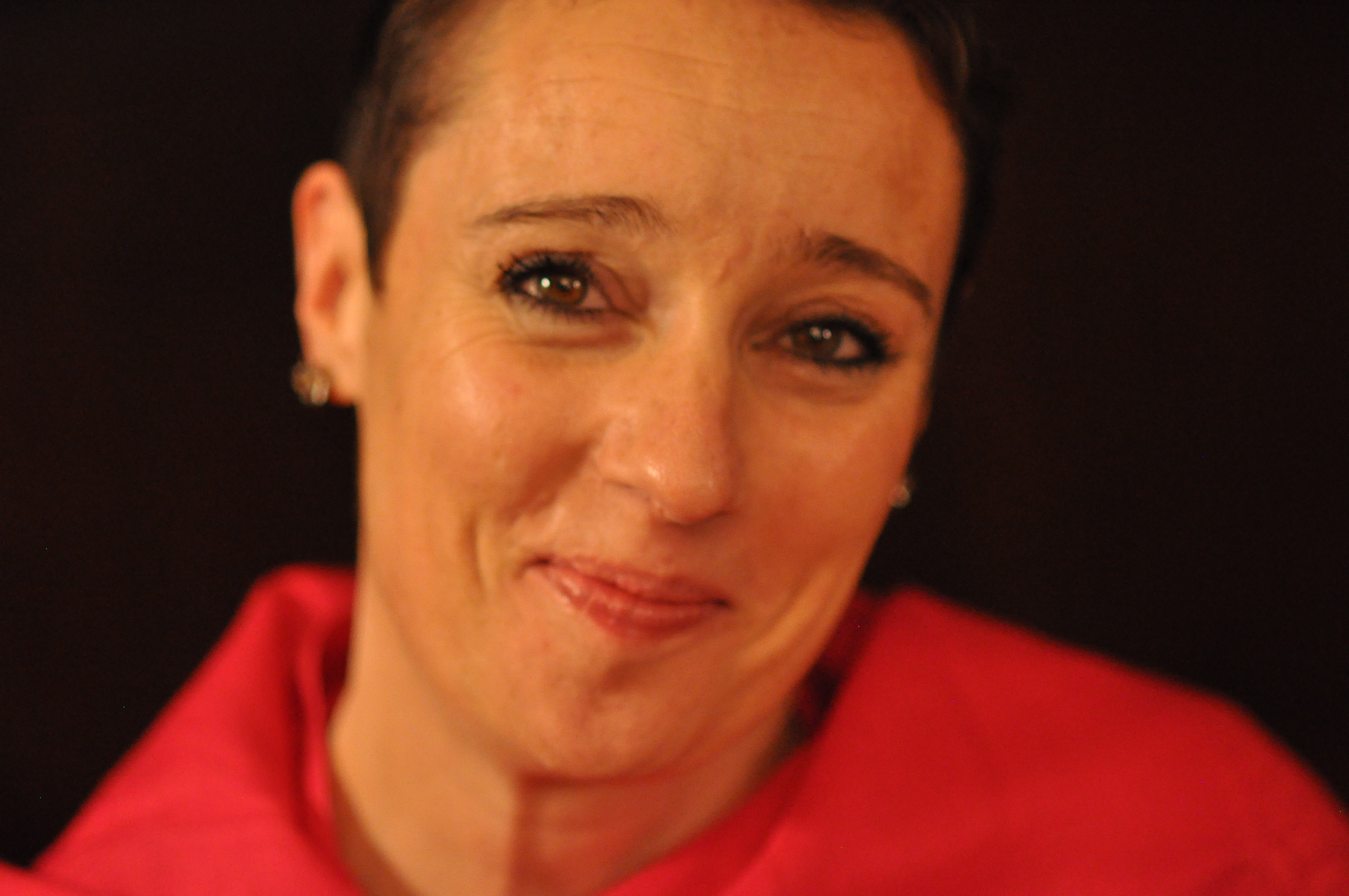
Daniela Radkowa

Daniela Radkowa (bulgarisch Даниела Радкова, * 29. Oktober 1972 in Lewski, Volksrepublik Bulgarien) ist eine bulgarische Sängerin und Solistin des Orchesters Goran Bregović und die Schwester der Sängerin Ludmila Radkowa. Sie singt bulgarische nationale Lieder und balkanische Folklore.

## Biografie
Daniela Radkowa-Alexandrowa wurde am 29. Oktober 1972 im Norden Bulgariens in Lewski geboren. Von klein auf waren Daniela und ihre Schwester Ludmila umgeben von der magischen Atmosphäre der Volkskunst. In erster Linie in der Familie: die Mutter arbeitete mit Folklore, Theater und mit Chorkunst im Gemeindezentrum, der Vater war bekannt als Sänger und Tänzer. Die gesamte Kindheit verging mit Liedern.
1990 beendete Daniela die Kunstmusikschule und wurde als Solistin ins Nationale Folklore Ensemble Philip Koutev eingeladen, in dem sie bis auf weiteres gemeinsam mit ihrer Schwester Ludmila sang, jedoch musste sie wegen eines intensiven Tourplanes (etwa 100 Konzerte jährlich) mit Goran Bregović und seinem Orchester für Hochzeiten und Beerdigungen die Ensemble verlassen.
Die Bekanntschaft mit Goran Bregović entstand im Mai 1995 im Studio Balkanton bei den Aufnahmen der Musik zum Film Underground von Emir Kusturica. Kusturica schlug vor, die Solistinnen des Ensemble Philip Koutev anzuhören. Goran Bregović war beeindruckt von ihren Stimmen und ihrem Improvisationstalent. Einen Monat später wurden die Geschwister auf die erste Tour des Goran Bregović Orchesters eingeladen.

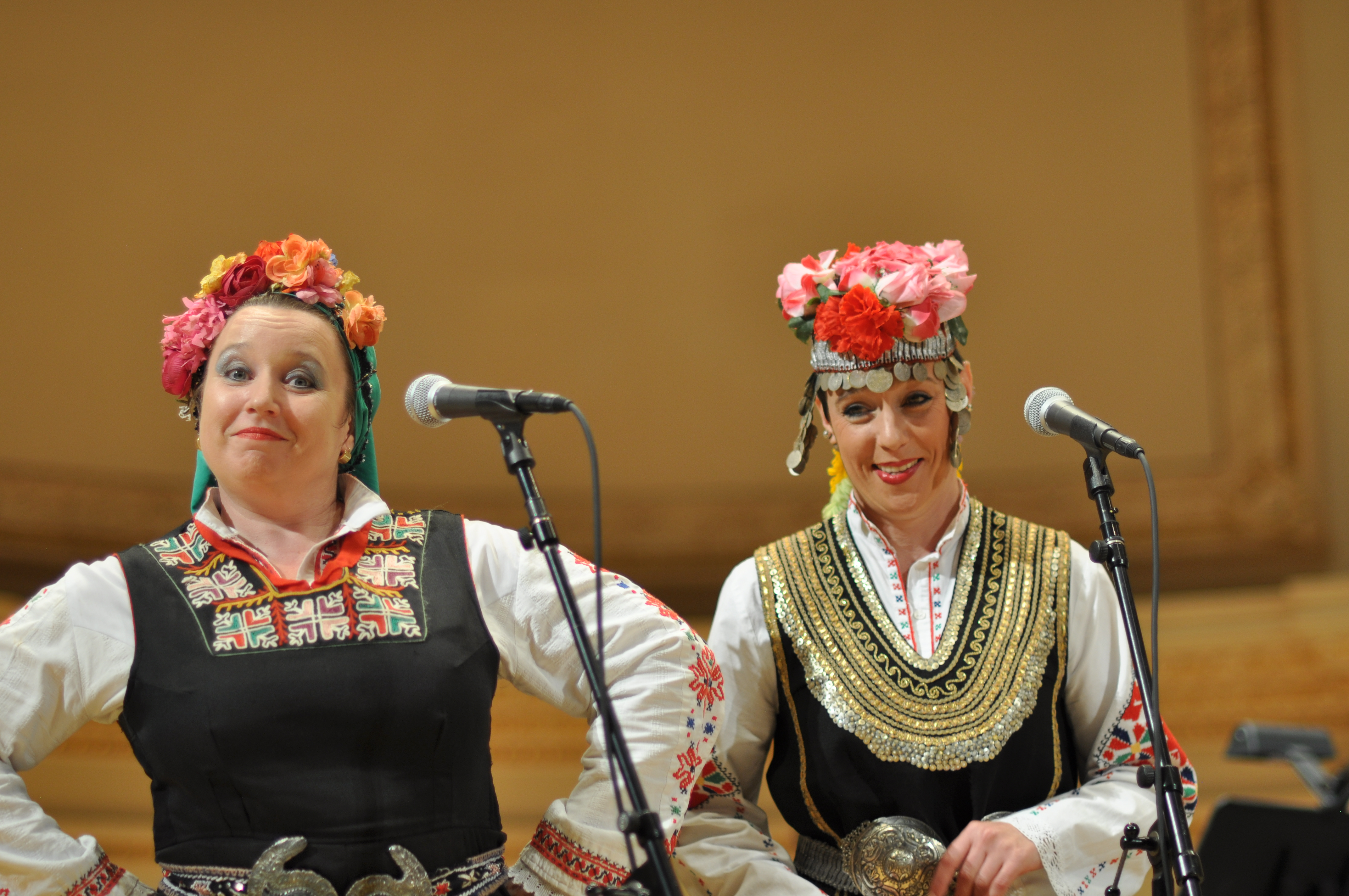
Ludmila und Daniela Radkova in der Carnegie Hall, New York

Seit 1995 sind Daniela und Ludmila Radkova ständige Solistinnen des Orchester für Hochzeiten und Beerdigungen von Goran Bregović, der die Geschwister als seine Glücksbringer bezeichnet.
Das Alt Danielas und der Sopran Ludmilas stellen eine perfekte Kombination von Stimmen dar. Auf die Bühne kommt Daniela in einem bunt bestickten nationalen Samokow-Kleid. Gemeinsam mit Ludmila führen sie traditionell das bulgarische Volkslied Vecheraj Rado (A cappella) vor und die auf dem Balkan bekannte Komposition Ederlezi.
Mit dem Konzertprogramm Bregovics, zu dem traditionelle Balkanmusik, als auch Film-Soundtracks zählen, singt Daniela auch in prestigereichen Sälen der Welt wie Carnegie Hall in New York, Zenith in Paris, Wiener Konzerthaus und Sydney Opera House.
Gemeinsam mit dem Orchester wirkte Daniela Radkova im norwegischen Film Musik für Hochzeiten und Begräbnisse der Regisseurin Unni Straume (Musikk for bryllup og begravelser, 2002) und in der Oper von Goran Bregović Karmen with a Happy End (Goran Bregović's Karmen with a Happy End, 2004) mit.
Als Solistin des Nationalen Folklore-Ensembles Philip Koutev nahm Daniela an einer Vielzahl von Konzertaufnahmen teil, später dann an den Albumaufnahmen des Goran Bregović in Zusammenarbeit mit Musikern wie Cesária Évora, Giorgos Dalaras, Kayah, Krzysztof Krawczyk, Gipsy Kings, Gogol Bordello, Stephan Eicher und Weiteren.
Auf Anforderung des Präsidenten Bulgariens Georgi Parwanow, wurde Daniela Radkova 2009 mit der Medaille für Verdienste ausgezeichnet, für das Engagement zur Entwicklung und der Popularisierung der bulgarischen Volkskultur in der gesamten Welt.
2015 wurde sie zum Ehrenbürger der Stadt Lewski ernannt.

## Diskografie
- Underground (1995)
- Düğün ve Cenaze (1997)
- Ederlezi (1998)
- Yannena with Two Canvas Shoes(1997)
- Silence of the Balkans (1998)
- Kayah & Bregović (1999)
- Songbook (2000)
- Daj mi drugie życie (2001)
- Tales and songs from weddings and funerals (2002)
- Goran Bregović's Karmen with a Happy End (2007)
- Alkohol: Šljivovica (2008)
- Alkohol: Champagne for Gypsies (2012)